# Självporträtt med kockmössa och guldkedja
Självporträtt med kockmössa och guldkedja (nederländska: Zelfportret met koksmuts en gouden ketting) är ett självporträtt av Rembrandt, fullbordad år 1633.

## Beskrivning
Tavlan är ett självporträtt av Rembrandt vid ungefär 26 års ålder. Han bär en svart kockmössa samt en guldkedja.   
Tavlan är målad samma år som Rembrandts "Självporträtt med bart huvud", trots detta är de båda väldigt olika.   

## Historia
Tavlan förvärvades 1771 av Étienne-François, greve av Stainville, minister för Ludvig XV av Frankrike. Under franska revolutionen fraktades tavlan till och förvarades i en depå i Nesle 1794. Den har varit på utställning på Louvren i Paris sedan 1794. 